# أحمد جمال سعيد
أحمد جمال سعيد (مواليد 21 يناير 1989) هو ممثل مصري، عٌرف لدوره في لقاء على الهواء (2004)، مسجون ترانزيت (2008) وإلا أنا (2021). وهو حفيد فريد شوقي وهدى سلطان.

## أعماله

### أفلام
- 2004:كان يوم حبك
- 2005:يا أنا يا خالتي
- 2005:علي سبايسي
- 2006:وش إجرام
- 2006:كلام في الحب
- 2006:عمارة يعقوبيان
- 2006:علاقات خاصة
- 2006:رجال من مصر
- 2007:خليج نعمة
- 2008:مسجون ترانزيت
- 2009:واحد صفر
- 2010: بنتين في مصر
- 2011:صرخة نملة
- 2013:قلب الأسد
- 2013:قبل الربيع
- 2013:توم وجيمي
- 2014:حماتي بتحبني
- 2015:نوم التلات
- 2015:شد أجزاء
- 2016:تفاحة حوّا
- 2017:كارت ميموري
- 2017:جواب اعتقال
- 2018:قسطي بيوجعني
- 2019:كازابلانكا
- 2021:قبل الأربعين

### مسلسلات
- 2004:محمود المصري
- 2004:لقاء على الهواء
- 2004:عيش أيامك
- 2005:ريا وسكينة
- 2005:أماكن في القلب
- 2005:أحلام عادية
- 2006:علي يا ويكا
- 2006:اللي اختشوا ماتوا
- 2006:العندليب: حكاية شعب
- 2006:أحلام لا تنام
- 2008:هيمة - أيام الضحك والدموع
- 2008:قلب ميت
- 2008:في أيد أمينة
- 2009:في مهب الريح
- 2009:خاص جدا
- 2009:حدف بحر
- 2010:بره الدنيا
- 2010:بالشمع الأحمر
- 2010:الصيف الماضي
- 2011:مسيو رمضان مبروك أبو العلمين حمودة
- 2012:سيدنا السيد
- 2012:الصفعة
- 2012:ابن موت
- 2013:نيران صديقة
- 2013:القاصرات
- 2014:دكتور أمراض نسا
- 2014:العملية مسي
- 2014:الإكسلانس
- 2015:وش تاني
- 2016:سقوط حر
- 2016:راس الغول
- 2016:الخروج
- 2017:عفاريت عدلي علام
- 2017:حكايات بنات ج2
- 2017:حكايات بنات ج3
- 2017:الأب الروحي
- 2018:كلبش 2
- 2018:عزمي وأشجان
- 2018:سك على إخواتك
- 2018:الأب الروحي ج2
- 2019:نصيبي وقسمتك 3
- 2019:حواديت الشانزليزيه
- 2019:حكايتي
- 2019:حشمت في البيت الأبيض
- 2019:بركة
- 2020:ونحب تاني ليه
- 2020:سكن البنات
- 2020:سكر زيادة
- 2020:الفتوة
- 2020:الاختيار
- 2021:زي القمر ج2
- 2021:حلوة الدنيا سكر
- 2021:الدايرة
- 2021:الحرير المخملي
- 2021:إلا أنا ج2
- 2021:أحسن أب
- 2022:نقل عام
- 2022:مزاد الشر
- 2022:شغل في العالي
- 2022:شارع 9
- 2022:دنيا تانية
- 2022:الفرح فرحنا
- 2022:أعمل إيه؟
- 2023: كامل العدد
- 2023: لعبة حب - حريم الفريد